# Alice Cooper Goes to Hell
Alice Cooper Goes to Hell é o segundo álbum solo de Alice Cooper, lançado em 1976.
| Críticas profissionais                                                      | Críticas profissionais |
| Avaliações da crítica                                                       | Avaliações da crítica  |
| Fonte                                                                       | Avaliação              |
| --------------------------------------------------------------------------- | ---------------------- |
| Allmusic                                                                    | [ 1 ]                  |
| Rolling Stone                                                               | (mixed)                |
| Esta tabela precisa de ser acompanhada por texto em prosa. Consulte o guia. |                        |

## Faixas do CD
1. "Go to Hell"  (Alice Cooper, Dick Wagner e Bob Ezrin) - 5:15
2. "You Gotta Dance"  (Alice Cooper, Dick Wagner e Bob Ezrin) – 2:45
3. "I'm the Coolest"  (Alice Cooper, Dick Wagner e Bob Ezrin) – 3:57
4. "Didn't We Meet"  (Alice Cooper, Dick Wagner e Bob Ezrin) – 4:16
5. "I Never Cry"  (Alice Cooper, Dick Wagner) – 3:44
6. "Give the Kid a Break"  (Alice Cooper, Dick Wagner e Bob Ezrin) – 4:14
7. "Guilty"  (Alice Cooper, Dick Wagner e Bob Ezrin) – 3:22
8. "Wake Me Gently"  (Alice Cooper, Dick Wagner e Bob Ezrin) – 5:03
9. "Wish You Were Here"  (Alice Cooper, Dick Wagner e Bob Ezrin) – 4:36
10. "I'm Always Chasing Rainbows"  (Harry Carroll e Joseph McCarthy) – 2:08
11. "Going Home"  (Alice Cooper, Dick Wagner e Bob Ezrin) – 3:47